# Scolaricia haasi
Scolaricia haasi är en ringmaskart som beskrevs av Monro 1937. Scolaricia haasi ingår i släktet Scolaricia och familjen Orbiniidae. Inga underarter finns listade i Catalogue of Life.